# ゴースト (ミュージカル)
『ゴースト』  (原題：Ghost the Musical )  は、ブルース・ジョエル・ルービンの脚本および作詞、デイヴ・スチュワートおよびグレン・バラード作詞作曲によるミュージカル。1990年のヒットアメリカ映画『ゴースト/ニューヨークの幻』を基にしている。2011年3月にイングランド・マンチェスターのマンチェスター・オペラ・ハウスで世界初演。同年7月19日にロンドンのウエスト・エンドで上演開始し、2012年10月のロンドン公演閉演後、イギリス・ツアー公演を開始した。また、2012年4月にニューヨーク・ブロードウェイで上演開始した。
物語は、アパートへの帰宅途中に襲われたサムとモリーのカップルを中心に進む。サムが亡くなると、生と死の間を彷徨うようになる。モリーが危険にさらされ、サムは彼女を置いていくことができない。霊媒師オダ・メイ・ブラウンの助けにより、サムはモリーに危機を知らせる。

## プロダクション

### マンチェスター公演 (2011年)
2011年3月28日から5月14日まで、イングランドのマンチェスターにあるマンチェスター・オペラ・ハウスで試験興行として世界初上演された。演出はトニー賞受賞者のマシュー・ウォーチャス、舞台および衣裳デザインはロブ・ハウエル、振り付けはアシュリー・ウォレン、音楽監督および編曲はクリストファー・ナイティンゲイル、イリュージョンはポール・キーヴ、照明はヒュー・ヴァンストン、音響デザインはボビー・エイキン、プロジェクション・デザインはジョン・ドリスコルが務めた。
サム・ウィート役にリチャード・フラーシュマン、モリー・ジェンセン役にケイシー・リーヴァイ、オダ・メイ・ブラウン役にシャロン・D・クラーク、カール・ブルーナー役にアンドリュー・ラントゥリーが配役された。

### ウエスト・エンド公演 (2011年-2012年)
2011年6月24日、ウエスト・エンドにあるピカディリー劇場でウォーチャスの演出によりプレヴュウ公演が行なわれた。7月19日、ガラ公演と共に公式に公演が開始された。公式開幕初日の批評は、特殊効果のアイデアやスキルは賞賛されたが、全体的には賛否両論であった。2012年1月13日、フラーシュマンとリーヴァイがブロードウエイ公演に出演することになり、マーク・エヴァンズとショバン・ディロンが主演を務めることとなった。他に地下鉄のゴースト役にクレイグ・スタインとスコット・モリス、病院のゴースト役にアシュリー・ナイトが配役された。
2012年6月15日、10月6日に計約500公演で閉幕することが発表された。

### ブロードウエイ公演 (2012年)
2012年3月15日、ブロードウエイにあるラント＝フォンタン劇場 でプレビュー公演が開始され、4月23日に正式に開幕した。演出はマシュー・ウォーチャス、主演はオリジナル・キャストのリチャード・フラーシュマンとケイシー・リーヴァイ、オダ・メイ・ブラウン役はダヴァイン・ジョイ・ランドルフ、カール・ブルーナー役はブライス・ピンカムが務めた。ブロードウエイ公演準備期間である2011年12月から2012年1月まで、ウエストエンド公演のシャロン・D・クラーク降板に伴いランドルフがウエストエンド公演に出演することとなった。
リーヴァイによると「(ブロードウエイ公演前に)感情的なシーンが微調整され、あちこち台詞が1行か2行くらい変わった。2曲変更になり、登場人物の何人かが少し設定が変わった。全てが改善された」。新しい序曲が加わり、『Ball of Wax 』の曲は新しくなったが、『You Gotta Let Go 』と類似している。
トニー賞3部門にノミネートされたが、批評は賛否両論であった。ランドルフが外国批評家サークル賞のミュージカル助演女優賞にノミネートされ、ヒュー・ヴァンストンが照明デザイン賞を受賞した。2012年7月24日、8月18日でブロードウエイ公演が計136公演上演後に閉幕することが発表された。2013年より全英ツアー公演が行なわれることとなった。

### イギリス・ツアー公演 (2013年-2014年)
2013年4月8日からウェールズのカーディフにあるウェールズ・ミレニアム・センターでプレヴュウ公演が開始される予定であったが、3月18日、技術的問題により4月8日と9日の公演が中止となった。3月4日からリハーサルが行なわれ、公式Twitterアカウントで出演者が発表された。ロンドン公演でモリー役の代役であったレベッカ・トレハーンが本役に昇格し、サム役にスチュワート・クラーク、オダ・メイ・ブラウン役にウエンディ・メイ・ブラウン、カール役にデイヴィッド・ロバーツが配役された。2013年4月10日、カーディフで開幕し、いくつかの技術的問題があったものの好評の幕開けであった。またロンドン公演より概ね好評であった。カーディフでの公演は4月27日まで続いた。
その後4月30日から5月11日までロンドンにあるニュー・ウインブルドン・シアター、5月14日から6月1日までスコットランドにあるエディンバラ・プレイハウス、6月3日から15日までイングランドにあるウルヴァーハンプトン・グランド・シアター、6月17日から29日までリーズ・グランド・シアター、7月2日から20日まで世界初上演されたマンチェスター・オペラ・ハウス、8月13日から24日までノッティンガム・ロイヤル・コート・ホール、8月27日から9月14日までブリストル・ヒポドロム、9月16日から28日までミルトン・キーンズ・シアター、10月1日から19日までグラスゴー・キングス・シアター、10月28日から11月9日までサウサンプトン・メイフラワー、11月11日から23日までウォキング・ニュー・
ヴィクトリア・シアター、11月26日から12月7日までサンダーランド・エンパイア、12月27日から2014年1月5日までバーミンガム・ニュー・アレキサンドラ・シアター、1月8日から18日までストーク・リージェント・シアター、1月21日から2月8日までアバディーン・ヒズ・マジェスティズ・シアター、2月11日から22日までリヴァプール・エンパイア・シアター、2月25日から3月8日までオックスフォードにあるニュー・シアターでのツアー日程が組まれた。
2014年3月8日、オックスフォードの公演でイギリス・ツアー公演は閉幕する。

### アメリカ・ツアー公演 (2013年-)
2013年9月14日、ニューヨーク州スケネクタディにあるプロクターズ・シアターで、俳優労働組合に加盟していない役者での公演が始まった。8月22日、出演者が発表され、サム役にスティーヴン・グラント・ダグラス、モリー役にケイティ・ポストニック、オダ・メイ役にカーラ・R・スチュワート、カール役にロビー・ハルティワンガーが配役された。2014年8月17日まで公演が予定されている。

### 海外での公演

#### オランダ (公演延期)
2012年8月28日から、英語圏以外で初の公演としてオランダのユトレヒトにあるベアトリクス・シアターでプレヴュウ公演、9月9日から正式に開幕する予定であった。サム役にTon Sieben 、モリー役にCelinde Schoenmaker 、カール役にFreek Bartels 、オダ・メイ役にJoanne Telesford が配役された。イギリスやアメリカと比べて公演期間が短いという理由でプロデューサーより公演延期の発表があった。

#### メルボルン (公演延期)
2013年8月からオーストラリアのメルボルンでの開幕が予定された。しかし2012年9月6日、オランダ公演同様の理由で公演延期が発表された。新たな公演日程は発表されていない。

#### イタリア・ツアー公演 (2013年-2014年)
2013年8月よりリハーサルが行なわれ、10月10日、イタリアのミラノにあるTeatro Nazionale で開幕した。12月31日にミラノ公演が閉幕し、2014年までトリノやローマでのツアー公演に出た。サム役にSalvatore Palombi 、モリー役にIlaria DeAngelis 、オダ・メイ役にLoretta Grace 、カール役にCristian Ruiz が配役された。

#### 韓国公演 (2013年-)
ロンドン公演での舞台装置を使用し、2013年11月19日からプレヴュウ公演、11月24日から正式に開幕した。チュウォン他2名の俳優がサム役に、Ivy 他1名の女優がモリー役に配役された。オダ・メイ役およびカール役もダブル・キャストである。

#### その他
ドイツ、スウェーデン、中国、ブラジルでも公演が予定されている。

### 日本公演
東宝とWOWOWの共同製作により、2018年8月から9月にかけて東京・シアタークリエほか大阪、福岡、愛知にて日本初演。ダレン・ヤップが演出を手がけ、主演・サム役を浦井健治、モリー役を咲妃みゆと秋元才加がダブルキャストで演じる。また、カール役で平間壮一、オダ・メイ役で森公美子が出演する。

## あらすじ

### オリジナル・ロンドン公演

#### 第1幕
銀行員のサム・ウィートと、長く交際している彫刻家のモリー・ジェンセンは一緒に住むためブルックリン区にあるロフト・アパートメントに引っ越してくる(『Here Right Now 』)。サムの同僚で2人の友人であるカール・ブルーナーが彼らの引越の手伝いをする。3人はとても仲が良く、サムとモリーは深く愛し合っている。しかしサムは愛の言葉をなかなか口にせず、モリーはそれを快く思っていない。モリーはそれについて何か言おうとするがすぐにやめ、サムは『Unchained Melody 』を弾き語ってモリーの気をそらし、モリーは束の間これを忘れる。
仕事中サムはいくつかのアカウントでの不整合を発見し、その夜モリーとのデートの約束があったにもかかわらずサムはそれを見過ごせずに仕事を続けようとする(『More 』)。サムはこの発見をカールに話すが、カールはこれを信じず、サムが調査を続けることに反対する。しかしカールが調査することを約束し、サムは無事にモリーとデートをすることができる。カールに感謝しつつサムは退社してモリーと会うと、モリーはサムと結婚したいと打ち明ける。サムは驚き、モリーはサムがなぜ愛を口にしないのか尋ねる(『Three Little Words 』)。サムは行動で示しているからそんなに多くの言葉は必要ないのだと説き伏せる。モリーはサムの返事には全く納得せず、それでも何度でも言葉が聞きたいと言う。すると2人はサムの財布を狙った武装強盗に襲われる。サムは屈せずに強盗と争い、銃を奪い合う。サムは銃で撃たれ、モリーは泣き叫ぶ(『Sam's Murder 』)。サムはゴーストとなったがモリーから離れられず天国に行けない。モリーについて病院へ行くと、他のゴーストがサムの状況を説明する(『Ball of Wax 』)。サムはモリーに手を触れることができず困惑する(『I Can't Breathe 』)。
アパートでカールはモリーがサムの遺品を整理するのを手伝うが、モリーはそれらを手放すことができない。サムは物に手を触れることができないため、物を動かすことができない。モリーらはサムがとても近くにいることに全く気がついていない。モリーが1人になった時にサムを殺した犯人が忍び込み、モリーが上階にいる間に彼は部屋を漁り回る。サムは彼がモリーを襲うのではないかとパニックになる。サムは彼を驚かせて追い出そうとする。彼の身元を知ろうとし、パワーを使いドアをくぐり抜け、彼を追いかけてアパートを突き止める。犯人の名はウィリー・ロペスで、探し物を見つけにまたモリーの所へ戻るようである。藁にすがる思いで、どう見ても偽者の霊能者オダ・メイ・ブラウンに会う(『Are You a Believer? 』)。奇跡的にオダ・メイはサムの声が聞こえ、サムは『99 Bottles of Beer 』の替え歌『10,000 Bottles of Beer on the Wall 』を歌い続けてオダ・メイを嫌がらせて脅し、モリーのもとへサムの言葉を伝えに行くよう約束させる。その頃モリーは悲しみに暮れていた(『With You 』)。オダ・メイがモリーのもとを訪ねるが、モリーはオダ・メイを信用できない。サムしか知らないことをオダ・メイが話したことでモリーはようやくオダ・メイを信用し、話を聞くことにする。サムはオダ・メイを通して、自分は計画的に殺害されたと警察に言うべきだと話す。モリーはカールにこのことを話すと、カールは馬鹿げているとしながらも調査することを約束する。モリーは警察に行き、カールはウィリーのもとへ直行し、サムはカールの差し金で殺されたという真実を知る。モリーは全ての疑惑を明らかにすることを誓い、酔っ払ったカールは自分を正当化しようとする(『Suspend My Disbelief/I Had a Life 』)。

#### 第2幕
警察署でオダ・メイに前科があることが発覚する。モリーはこの霊媒師が詐欺であると知り動揺して警察署を出る。モリーもサムも失望する(『Rain/Hold On 』)。モリーは怒りを静めるためにラジオを聴きながら陶芸を始める。雑音が聞こえ、ラジオのチャンネルを変えると『Unchained Melody 』が突然流れてくる。モリーは驚いてすぐにラジオを消すが、思い直して再度ラジオをつけ、陶芸を再開する。これを見ていたサムはモリーに触れたいと思いながら背後に座って歌う。悲しんでいたモリーであったが、後ろにサムの気配を感じると同時にドアがノックされる。それはカールであった。モリーはカールの言った通り霊媒師の言ったことはおかしく、自分は藁にもすがりたかったのだと語る。カールはそれは自然なことだがモリーは前進すべきだと語り、カールはモリーに接近しようとする(『Life Turns on a Dime 』)。怒ったサムは家中の物を壊し、我に返ったモリーはカールに出て行くように言う。
地下鉄の他のゴースト達の力を借りてサムは物の動かし方を覚え(『Focus 』)、再び協力してくれるようオダ・メイを訪ねる(『Talkin' Bout a Miracle 』)。オダ・メイは突然霊媒師の能力を目覚めさせ、詐欺ではなく本当に他の霊を呼ぶことができるようになる。サムがいる時にオダ・メイはウィリーに見つかり死に物狂いで逃げる。サムは学んだばかりのパワーを使ってウィリーを驚かせて追いかけると、ウィリーは道路に走り出てはねられて死ぬ。サムとは違ってウィリーは纏う光が白ではなく、違う世界に引きずり込まれたようである。しかしこれで終わりではなく、カールが大金を得るのを阻止し、モリーを救うための協力をオダ・メイに頼む。
モリーは人生をやり直そうとする(『Nothing Stops Another Day 』)。ギャラリーの作品を売り払い、カールに追い出したことを謝罪する。その頃カールはある連絡を待ち焦っており、忙しさを装ってモリーを追い返す。サムとオダ・メイはカールが不法に使用していたアカウントを解約するため、サムはオダ・メイに「リタ・ミラー」という偽名を使わせてアカウント番号を教える。アカウントを解約し、サムは焦っているであろうカールを探しに会社へ行く。サムは部屋中の物を動かしてカールを驚かせ、カールは何が起きているのか把握する。恐ろしくなったカールはサムに、金を寄越して出て行かないならモリーを殺すと語る。サムはオダ・メイのもとに戻る。
約400万ドルの小切手を手にしたオダ・メイは持ち逃げして姿をくらまそうとする(『I'm Outta Here 』)が、サムはオダ・メイにその金を寄付させる。サムはモリーにカールに注意するように警告するため、オダ・メイをモリーのもとへ行かせる。アパートでモリーは最初オダ・メイを追い返そうとするが、サムはドアをすり抜けて、モリーがつけている特別なイヤリング、およびモリーがサムへ宛てた手紙についてオダ・メイに話させる。するとモリーはまた信じる気になり、オダ・メイを招き入れる。オダ・メイは全てをモリーに説明するとモリーは感情的に取り乱し、オダ・メイはサムに自らの体に乗り移させてモリーを抱きしめて癒す(『Unchained Melody 』(ダンス))。
麻薬密売人の金の責任を負わされ命を狙われ絶望しているカールが武器を持ちアパートにやって来て命がけで脅す。カールは不本意ながらもモリーを捕まえ銃をつきつけ、サムにオダ・メイが金の在処を言わないならモリーを撃つと語る。争いとなりカールは死に、ウィリーと同じ道に引きずりこまれる。
カールがいなくなったためモリーの身は守られ、モリーは天国への迎えの光に再び照らされたサムの姿が見え、声が聞こえるようになる。サムは自分の去り際を悟り、オダ・メイに別れを告げてからモリーに向き直る。サムとモリーは互いに別れを告げ、サムはついにモリーが聞きたかった愛の言葉を語る(『The Love Inside 』)。

## 楽曲
2010年11月、アビー・ロード・スタジオおよびマンチェスター・エクスチェンジ・シアターでのレコーディング・セッションから4曲のオリジナル曲がオンラインで発表された。
2010年11月26日、ミュージカル版『ゴースト』のFacebookに公開されるためだけに録音された。この『Live & Unchained: The Facebook Sessions 』でオリジナル曲が初公開された。この時の様子はYouTubeで公開されている。2011年7月17日、オリジナル・キャストの演奏がiTunesで発表された。このアルバムにはオリジナルとサムのコラボレーションである『Unchained Melody (リプライズ)』は含まれていない。『Unchained Melody (ダンス)』と『The Love Inside 』は1曲に編集されている。
| 第1幕 - Overture – オーケストラ - Here Right Now – モリー, サム, カール - Unchained Melody – サム - More – カール, アンサンブル - Three Little Words – モリー, サム - Sam's Murder – ウィリー, サム, モリー, アンサンブル - Ball of Wax – 病院のゴースト, アンサンブル≠ - I Can't Breathe – サム≠≠ - Are You a Believer? – クララ, ルイーズ, ミセス・サンティアゴ, オダ・メイ - With You – モリー - Suspend My Disbelief/I Had a Life – モリー, カール, サム, アンサンブル | 第2幕 - Rain/Hold On – モリー, サム, アンサンブル - Unchained Melody (リプライズ) - ライチャス・ブラザーズ, サム - Life Turns On a Dime – カール, モリー, サム≠≠≠ - Focus – 地下鉄のゴースト - Talkin' 'Bout a Miracle – 病院のゴースト, オダ・メイ, アンサンブル - Nothing Stops Another Day – モリー - I'm Outta Here – オダ・メイ, アンサンブル - Unchained Melody (ダンス) – サム, モリー - The Love Inside – サム, モリー |

≠ブロードウェイおよびイギリス・ツアー公演では『You Gotta Let Go 』に置き換えられた。イギリスとアメリカ・ツアー公演では「病院のゴースト」ではなくアンサンブルによって歌われた。
≠≠イギリス・ツアー公演以降『Unchained Melody 』の歌詞が変更になった。
≠≠≠ブロードウェイ公演以降、主に『Here Right Now 』から引用し、曲も詞も変更になった。

## 主要キャスト
- 主な公演の主要キャストを以下に示す。

| 役名                 | オリジナル・マンチェスター公演 | オリジナル・ウエスト・エンド公演 | オリジナル・ブロードウエイ公演 | オリジナル・イギリス・ツアー公演 | オリジナル・アメリカ・ツアー公演 | オリジナル・イタリア・ツアー公演 | オリジナル韓国公演                         | 日本公演                        |
| -------------------- | ------------------------------ | -------------------------------- | ------------------------------ | -------------------------------- | -------------------------------- | -------------------------------- | ------------------------------------------ | ------------------------------- |
| サム・ウィート       | リチャード・フラーシュマン     | リチャード・フラーシュマン       | リチャード・フラーシュマン     | スチュワート・クラーク           | スティーヴン・グラント・ダグラス | Salvatore Palombi                | チュウォン / Kim Joon-hyun / Kim Woo-hyung | 浦井健治                        |
| モリー・ジェンセン   | ケイシー・リーヴァイ           | ケイシー・リーヴァイ             | ケイシー・リーヴァイ           | レベッカ・トレハーン             | Katie Postotnik                  | Ilaria De Angelis                | Ivy / Park Ji-yeon                         | 咲妃みゆ 秋元才加 （Wキャスト） |
| オダ・メイ・ブラウン | シャロン・D・クラーク          | シャロン・D・クラーク            | ダヴァイン・ジョイ・ランドルフ | ウエンディ・メイ・ブラウン       | クララ・R・スチュワート          | ロレッタ・グレイス               | Choi Jeong-Won / Jeong Young-Joo           | 森公美子                        |
| カール・ブルーナー   | アンドリュー・ラントゥリー     | アンドリュー・ラントゥリー       | ブライス・ピンカム             | デイヴィッド・ロバーツ           | ロビー・ハルティワンガー         | Cristian Ruiz                    | Lee Chang-Hee / Lee Kyung-Soo              | 平間壮一                        |
| ウィリー・ロペス     | Ivan De Freitas                | Ivan De Freitas                  | Michael Balderrama             | Ivan De Freitas                  | Fernando Contreras               | Davide Paciolla                  | ?                                          |                                 |
| 地下鉄のゴースト     | Adebayo Bolaji                 | Adebayo Bolaji                   | タイラー・マギー               | スティヴィ・ハッチンソン         | Brandon Lashawn Curry            | Riccardo Ballerini               | ?                                          |                                 |
| 病院のゴースト       | マーク・ピアス                 | マーク・ホワイト                 | ランス・ロバーツ               | N/A                              | N/A                              | Sebastiano Vinci                 | ?                                          |                                 |
| クララ               | Lisa Davina Phillip            | Lisa Davina Phillip              | Moya Angela                    | Karlene Wray                     | Evette White                     | Dapheny Oosterwolde              | ?                                          |                                 |
| ルイーズ             | ジェニー・フィッツパトリック   | ジェニー・フィッツパトリック     | カーリー・ヒューズ             | Keisha Atwell                    | ニコール・ターナー               | Francesca Gemma                  | ?                                          |                                 |

### ウエスト・エンド公演での主な役代わり
- オダ・メイ役のLisa Davina Phillip (2011年11月24日-2011年12月15日; 一時的)
- オダ・メイ役のダヴァイン・ジョイ・ランドルフとLisa Davina Phillip (交互に出演)(2011年12月16日-2012年1月10日; 一時的)
- サム役のマーク・エヴァンズ (2012年1月13日より)
- モリー役のショバン・ディロン (2012年1月13日より)
- 病院のゴースト役にアシュリー・ナイト (2012年2月20日より)
- 地下鉄のゴースト役にクレイグ・スタイン (2012年2月20日-2012年7月21日)
- 地下鉄のゴースト役にスコット・マウリス (2012年7月23日より)

## 評価
『ニューヨーク・タイムズ』紙のブロードウエイ公演評でチャールズ・イシャウッドは「スリルのない歌うテーマ・パーク」とし、「その多くを精巧なビデオ画像、やや工夫された特殊効果、よく知られた心霊ロマンス物語に頼っている」と続けた。また彼はこのミュージカルは「無難な、すぐ忘れるようなポップ・ソング」を使用しているとした。
ニューヨークの『デイリーニューズ』紙の評論家は「イギリスから輸入されたこの作品は、例えばゴーストがドアをすり抜けるなどの素晴らしいイリュージョン、豊富な照明、驚くべき映像が主な見どころである。目を見張るような仕掛けはないが、この物語は奇跡を生み、脚本は衝撃を与える。このラヴ・ストーリーは
ニューヨークの慌しいビジネス街を表現するシーンやロボット・ダンスが多用されている。いくつかのシーンは単に絵的なもので、雨の中で傘があるのに使わないシーンなどもある」と記した。
talkinbroadway.comの評論家は「脚本および作詞のブルース・ジョエル・ルービン、作詞作曲のデイヴ・スチュワートとグレン・バラードは記憶に新しい名作映画の舞台化作品を執筆し、マシュー・ウォーチャスは情熱とエネルギーをかけて演出した。イギリス・ツアー公演にはウエスト・エンド公演のリチャード・フラーシュマンとケイシー・リーヴァイを越える役者が配され、観客は素晴らしい作品を観ることができる。必見とは言わないが、ブロードウエイのスタンダード作品となり得る」と記した。

## 受賞歴

### オリジナル・ロンドン公演
| 年   | 賞                       | 部門                   | 受賞者                     | 結果       |
| ---- | ------------------------ | ---------------------- | -------------------------- | ---------- |
| 2012 | ローレンス・オリヴィエ賞 | 新作ミュージカル賞     | 新作ミュージカル賞         | ノミネート |
| 2012 | ローレンス・オリヴィエ賞 | ミュージカル助演俳優賞 | シャロン・D・クラーク      | ノミネート |
| 2012 | ローレンス・オリヴィエ賞 | 装置デザイン賞         | ロブ・ハウエル             | ノミネート |
| 2012 | ローレンス・オリヴィエ賞 | 照明デザイン賞         | ヒュー・ヴァンストン       | ノミネート |
| 2012 | ローレンス・オリヴィエ賞 | 音響デザイン賞         | ボビー・エイキン           | ノミネート |
| 2012 | WhatsOnStage.com Awards  | 新作ミュージカル賞     | 新作ミュージカル賞         | ノミネート |
| 2012 | WhatsOnStage.com Awards  | ミュージカル男優賞     | リチャード・フラーシュマン | 受賞       |
| 2012 | WhatsOnStage.com Awards  | ミュージカル女優賞     | ケイシー・リーヴァイ       | ノミネート |
| 2012 | WhatsOnStage.com Awards  | ミュージカル助演女優賞 | シャロン・D・クラーク      | ノミネート |
| 2012 | WhatsOnStage.com Awards  | ミュージカル助演男優賞 | アンドリュー・ラントゥリー | ノミネート |
| 2012 | WhatsOnStage.com Awards  | 演出賞                 | マシュー・ウォーチャス     | ノミネート |
| 2012 | WhatsOnStage.com Awards  | 装置デザイン賞         | ロブ・ハウエル             | 受賞       |
| 2012 | WhatsOnStage.com Awards  | 照明デザイン賞         | ヒュー・ヴァンストン       | 受賞       |
| 2012 | WhatsOnStage.com Awards  | 振付賞                 | アシュリー・ウォレン       | ノミネート |

### オリジナル・ブロードウエイ公演
| 年   | 賞                       | 部門                   | 受賞者                                             | 結果       |
| ---- | ------------------------ | ---------------------- | -------------------------------------------------- | ---------- |
| 2012 | トニー賞                 | ミュージカル助演女優賞 | ダヴァイン・ジョイ・ランドルフ                     | ノミネート |
| 2012 | トニー賞                 | 舞台デザイン賞         | ロブ・ハウエル、ジョン・ドリスコル                 | ノミネート |
| 2012 | トニー賞                 | 照明デザイン賞         | ヒュー・ヴァンストン                               | ノミネート |
| 2012 | ドラマ・デスク・アワード | 装置デザイン賞         | ジョン・ドリスコル、ロブ・ハウエル、ポール・キーヴ | 受賞       |
| 2012 | ドラマ・リーグ・アワード | ミュージカル作品賞     | ミュージカル作品賞                                 | ノミネート |
| 2012 | 外国批評家サークル賞     | ミュージカル助演女優賞 | ダヴァイン・ジョイ・ランドルフ                     | ノミネート |
| 2012 | 外国批評家サークル賞     | 照明デザイン賞         | ヒュー・ヴァンストン                               | 受賞       |